# Флаги вспомогательных судов ВМФ России
Кормовые флаги вспомогательных судов Военно-Морского Флота Российской Федерации
21 июля 1992 года, согласно указу Президента Российской Федерации, в связи с прекращением существования Союза ССР, необходимостью приведения статуса кораблей (катеров) и судов Военно-Морского Флота Российской Федерации и Министерства внутренних дел Российской Федерации в соответствие с требованиями международного права и на основании решения, принятого на рабочей встрече глав государств Содружества Независимых Государств 16 января 1992 года, были утверждены описания и рисунки военно-морских флагов и вымпелов Российской Федерации.
26 июля 1992 года на кораблях, катерах и судах был произведён торжественный спуск военно-морских флагов, вымпелов СССР и торжественный подъём военно-морских флагов и вымпелов Российской Федерации.
29 декабря 2000 года было внесено изменение в описание Военно-морского флага Российской Федерации, ему был возвращён исторический синий цвет Андреевского креста, что повлекло за собой автоматическую смену флагов с его изображением. Данное изменение вступило в силу 1 января 2001 года.
Глава 15:

<…>
1.  Морским и рейдовым судам обеспечения Военно-Морского Флота, предназначенным для обеспечения боевой и повседневной деятельности кораблей, частей береговых войск, авиации, военно-морских баз и полигонов, присваиваются флаг судов Вспомогательного Флота Военно-Морского Флота, флаг гидрографических судов Военно-Морского Флота, флаг поисково-спасательных судов Военно-Морского Флота.
<…>
Морские и рейдовые суда обеспечения соединений боевых кораблей, все катера (шлюпки) кораблей, штабов флотов, флотилий, объединений, соединений и частей ВМФ, учебных отрядов, а также военно-морских учебных заведений, укомплектованные экипажами из военнослужащих, носят Военно-морской флаг.

— Корабельный устав Военно-Морского Флота

## Флаг судов (катеров) Вспомогательного флота Военно-Морского Флота
Описание флага

Флаг судов (катеров) Вспомогательного флота Военно-Морского Флота — представляет собой синее полотнище, имеющее в крыже изображение военно-морского флага.
Отношение ширины флага к длине — один к полтора.
Размер помещённого в крыже военно-морского флага — 1/4 всего полотнища.

Аналогичный флаг (с синим Андреевским крестом) существовал в Российской империи и назывался:
- в 1720—1732 гг. и 1743—1763 гг. — Второй адмиральский флаг;
- в 1804—1865 гг. — Флаг второй эскадры;
- в 1907—1917 гг. — Флаг транспортных судов, комплектуемых военнослужащими или под командой офицера.

В ВМФ СССР, после замены в крыже Андреевского флага на Военно-морской флаг СССР, он также использовался для судов вспомогательного флота и назывался:
- в 1924—1935 гг. — Флаг вспомогательных и портовых судов РККФ, если командир — военный моряк;
- в 1935—1950 гг. — Флаг вспомогательных и портовых судов морских сил РККА;
- в 1950—1964 гг. — Флаг вспомогательных судов тыла флота (флотилии);
- в 1964—1992 гг. — Флаг вспомогательных судов Военно-Морского Флота СССР.

## Флаг гидрографических судов (катеров) Военно-Морского Флота
Описание флага

Флаг гидрографических судов (катеров) Военно-Морского Флота — представляет собой синее полотнище, имеющее в крыже изображение военно-морского флага.
В центре правой половины флага в белом круге, окаймлённого чёрной окантовкой, помещено изображение маячного знака чёрного цвета.
Отношение ширины флага к длине — один к полтора.
Диаметр круга вместе с окантовкой равен 1,2 ширины флага.
Размер военно-морского флага в крыже — 1/4 всего полотнища.

Такой же флаг, но с Военно-морским флагом СССР в крыже, использовался в ВМФ СССР и назывался:
- в 1935—1950 гг. — Флаг гидрографических и лоцмейстерских судов, а равно плавучих маяков;
- в 1950—1964 гг. — Флаг гидрографических судов и плавучих маяков;
- в 1964—1992 гг. — Флаг гидрографических судов Военно-Морского Флота СССР.

## Флаг поисково-спасательных судов (катеров) Военно-Морского Флота
Описание флага

Флаг поисково-спасательных судов (катеров) Военно-Морского Флота — представляет собой синее полотнище, имеющее в крыже изображение военно-морского флага.
В центре правой половины флага, в белом круге, окаймлённого чёрной окантовкой, помещено изображение водолазного шлема чёрного цвета.
Отношение ширины флага к длине — один к полтора.
Диаметр круга вместе с окантовкой равен 1/2 ширины флага.
Размер военно-морского флага в крыже — 1/4 всего полотнища.

Такой же флаг, но с Военно-морским флагом СССР в крыже, использовался в ВМФ СССР и назывался:
- в 1943—1964 гг. — Флаг аварийно-спасательных судов ВМФ;
- в 1964—1992 гг. — Флаг аварийно-спасательных судов Военно-Морского Флота СССР.